# Louis Dubois (homme politique, 1787-1837)
Pour les articles homonymes, voir Félix Dubois et Dubois.
Félix Dubois est un homme politique français né le 20 novembre 1787 à Privas (Ardèche) et mort le 2 décembre 1837 à Privas.

## Biographie
Sous-lieutenant de cuirassiers en 1807, il est lieutenant en 1809, capitaine en 1812 et quitte l'armée en 1815. Maire de Privas, conseiller général, il est député de l'Ardèche de 1831 à 1832, siégeant au centre. Il démissionne pour raison de santé.

## Sources
- « Louis Dubois (homme politique, 1787-1837) », dans Adolphe Robert et Gaston Cougny, Dictionnaire des parlementaires français, Edgar Bourloton, 1889-1891 [détail de l’édition]